# Colleen Miller (Schauspielerin)

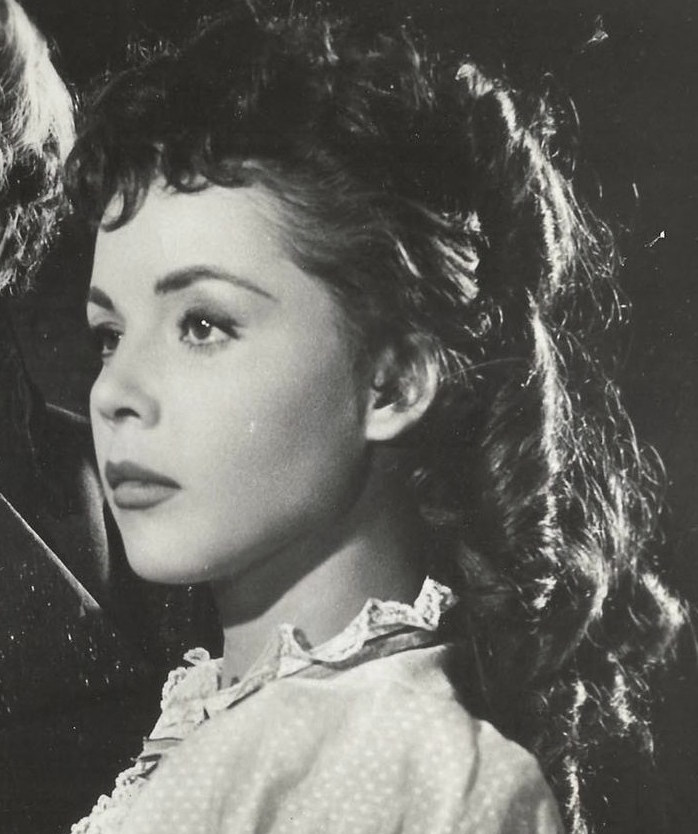
Colleen Miller (1955)

Colleen Miller (* 10. November 1932 in Yakima, Washington) ist eine US-amerikanische Schauspielerin. Bekanntheit erlangte sie durch ihre Rollen in Western.

## Leben
Colleen Miller wurde 1932 in Yakima geboren und wuchs in Portland (Oregon) auf. Nach ihrem Abschluss an einer dortigen High School im Alter von fünfzehn Jahren begann sie eine Laufbahn als Tänzerin an einer Tanzgruppe in Los Angeles, mit der sie durch die gesamten Vereinigten Staaten reiste. anschließend arbeitete Miller im Hotel und Casino Flamingo in Las Vegas. Während einer ihrer Auftritte wurde sie von einem Talentagenten entdeckt und Howard Hughes für dessen Filmgesellschaft RKO Pictures unter Vertrag genommen.
Ihre erste Filmrolle erhielt Colleen Miller 1952 im Film noir Die Spielhölle von Las Vegas an der Seite von Jane Russell und Victor Mature. 1954 spielte sie die weibliche Hauptrolle neben Rory Calhoun im Western Die Nacht der Rache. In den folgenden Jahren war Miller in weiteren Filmproduktionen in Hauptrollen zu sehen, darunter überwiegend Western. Unter anderem war sie 1955 und 1956 zweifache Filmpartnerin von Tony Curtis in Die purpurrote Maske und Vom Teufel verführt. 1963 beendete sie ihre Schauspielkarriere, hatte jedoch 1972 einen nicht im Abspann genannten Auftritt als Nonne in der Komödie Jede Stimme zählt.
Colleen Miller war zweimal verheiratet. Von 1955 bis zur Scheidung 1975 mit Ted Briskin und von 1976 bis zu dessen Tod mit dem Geschäftsmann Walter Ralphs. Sie ist Mutter von zwei Kindern und lebt heute in Kalifornien.

## Filmografie
- 1952: Die Spielhölle von Las Vegas (The Las Vegas Story)
- 1953: Four Star Playhouse (Fernsehserie, eine Folge)
- 1953: Man Crazy
- 1954: Die Nacht der Rache (Four Guns to the Border)
- 1954: Playgirl
- 1955: Die purpurrote Maske (The Purple Mask)
- 1956: Vom Teufel verführt (The Rawhide Years)
- 1956: Lux Video Theatre (Fernsehserie, eine Folge)
- 1957: Des Teufels Lohn (Man in the Shadow)
- 1957: The Night Runner
- 1957: Man in the Shadow
- 1957: Die Spur des Gangsters (Hot Summer Night)
- 1958: Step Down to Terror
- 1963: Im Sattel ritt der Tod (Gunfight at Comanche Creek)
- 1968: Hunter (Fernsehserie, eine Folge)
- 1969/1970: Homicide (Fernsehserie, zwei Folgen)
- 1970: Division 4 (Fernsehserie, eine Folge)
- 1972: Jede Stimme zählt (Stand Up and Be Counted)